# Torrejón de la Calzada
Torrejón de la Calzada er en by og kommune i det centrale Spanien i Madrid-regionen. Den har et indbyggertal på 10.378 (2024) indbyggere.